# Damir Matković
Damir Matković är en kroatisk astronom.
Matković är verksam vid Višnjan-observatoriet.
Minor Planet Center listar honom som D. Matkovic och som upptäckare av 2 asteroider.

## Lista över upptäckta mindre planeter och asteroider
| 9657 Učka [A]                               | 24 februari 1996 |
| 10175 Aenona [A]                            | 14 februari 1996 |
| Upptäckt tillsammans med: A Korado Korlević |                  |